# Titularbistum Italica
Das Bistum Italica (ital. diocesi di Italica, lat. Dioecesis Italicensis) ist ein Titularbistum der römisch-katholischen Kirche.
Es geht zurück auf einen untergegangenen Bischofssitz in der antiken Stadt Italica, die in der römischen Provinz Baetica lag. Der Bischofssitz gehörte der Kirchenprovinz Sevilla an.
| Titularbischöfe von Italica |                                                            |                                                                                    |                   |                   |
| Nr.                         | Name                                                       | Amt                                                                                | von               | bis               |
| 1                           | Patrick Fernández Flores                                   | Weihbischof in San Antonio (USA)                                                   | 9. März 1970      | 4. April 1978     |
| 2                           | James Robert Hoffman                                       | Weihbischof in Toledo (USA)                                                        | 18. April 1978    | 16. Dezember 1980 |
| 3                           | Gaetano Bonicelli Titularerzbischof pro hac vice           | Bischof des Militärordinariats (Italien)                                           | 28. Oktober 1981  | 14. November 1989 |
| 4                           | José Manuel Estepa Llaurens Titularerzbischof pro hac vice | Bischof des Militärordinariats (Spanien)                                           | 18. November 1989 | 7. März 1998      |
| 5                           | José Luis Azuaje Ayala                                     | Weihbischof in Barquisimeto (Venezuela)                                            | 18. März 1999     | 15. Juli 2006     |
| 6                           | Miguel Maury Buendía Titularerzbischof pro hac vice        | Apostolischer Nuntius in Großbritannien, Kasachstan, Kirgisistan und Tadschikistan | 19. Mai 2008      |                   |